# Мосаљск
Мосаљск (рус. Мосальск) град је у Русији у Калушкој области. Према попису становништва из 2010. у граду је живело 4285 становника.

## Становништво
| 1939. | 1959. | 1970. | 1979. | 1989. | 2002. | 2010. |
| ----- | ----- | ----- | ----- | ----- | ----- | ----- |
| 2.900 | 3.936 | 4.499 | 4.650 | 4.610 | 4.380 | 4.285 |